# Federació Catalana d'Esports per a Cecs
La Federació Catalana d'Esports per a Cecs  (FCEC) és l'organisme rector en carregat de la difusió, promoció i foment de la pràctica esportiva adreçada a persones amb ceguesa o discapacitat visual, en totes les manifestacions. Organitza, gestiona i regula tota mena de proves, campionats i esdeveniments de les seves modalitats esportives dins l'àmbit territorial de Catalunya. Forma part de la Unió de Federacions Esportives de Catalunya.

## Història
L'esport per a cecs al nostre país té més de cinquanta anys d'història, però la seva organització federativa a Catalunya és molt recent. Concretament, la federació va néixer l'any 1999 amb l'objectiu d'ordenar, impulsar i dirigir la pràctica esportiva de les persones cegues i deficients visuals. Abans de la seva creació, l'esport per a cecs depenia d'un comitè integrat dins de la Federació Catalana d'Esports per a Minusvàlids. A finals dels anys vuitanta, però, la creació del Negociat d'Esports dins de la Secció de Cultura de l'Organización Nacional de Ciegos Españoles (ONCE) va donar un impuls molt important a l'esport per a cecs, especialment a l'atletisme, la natació i el ciclisme, els tres esports en els quals els invidents sempre han estat més actius, i en el golbol, la disciplina creada específicament per a cecs que es practica en els Jocs Paralímpics. Sota el paraigua de l'ONCE, que va assumir directament la representació esportiva dels cecs de tot l'estat espanyol, i el de la celebració dels Jocs Paralímpics de Barcelona'92, l'esport per a cecs va tenir un enorme creixement. Des de la seva creació, el seu objectiu ha estat aconseguir un reconeixement social més gran de l'esport practicat pels seus federats, que amb els anys ha anat enfortint la seva estructura, ha treballat en la formació de tècnics, jutges, esportistes i guies conjuntament amb l'ONCE, i ha cercat els suports tècnics adaptats a les persones cegues i deficients visuals per poder desenvolupar la seva tasca. En l'actualitat controla onze disciplines esportives practicades per persones cegues o deficients visuals i recolzades per persones sense aquesta discapacitat que fan la funció de guia en aquells esports que ho requereixen en els entrenaments, la competició o en ambdós àmbits. Els onze esports que té en el seu àmbit i dels quals organitza les competicions d'àmbit català són atletisme, ciclisme en tàndem, escacs, esquí alpí, futbol sala, golbol, hípica, judo, muntanyisme, natació i vela.

## Presidents

### Josep Lluís Pinto Barroso(1999-2002)
Subdelegat territorial de l'ONCE a Catalunya, membre del seu Consell i del Patronat de la Fundación ONCE, va ser el primer president. El 1999 va ser nomenat president de l'Agrupació Esportiva Catalana dels Cecs i Deficients Visuals abans que es convertís en federació, i des d'aquesta posició va treballar amb gran dedicació pel reconeixement i la normalització de la pràctica esportiva entre les persones discapacitades visuals.

### Enric Botí I Castro de la Peña (2002-2007)
El 1998 dirigir l'agència administrativa de l'ONCE a Olot, fins que el 2002 va accedir al càrrec de president. Gran amant de tots els esports, des del 2001 fins a l'abril de 2007 va ser el responsable de Serveis Socials per a Afiliats de la Delegació Territorial de l'ONCE a Catalunya, i posteriorment president del seu Consell Territorial.

### Maria Enciso Enciso (2007-2011)
Mentre treballava en la Secció de Cultura i Esport de l'ONCE des de 1996, li van oferir el càrrec de secretària de la FCEC quan aquesta es va crear i després el 2007 en va ocupar la presidència. Com els seus dos predecessors a la presidència, també va tenir un càrrec a l'ONCE, en el seu cas el de vicepresidenta del Consell Territorial de Catalunya. a.

### Raquel Saavedra Salvador (2011)
Va ser una de les millors nedadores paralímpiques espanyoles en la categoria B–1 i responsable de l'Àrea de Serveis Socials per a afiliats de l'ONCE a Tarragona-Lleida entre 2007 i 2011 fins que va entrar a la Presidència de la federació.

### Manel Eiximeno Moreso (2011-)
Ha estat vicepresident de la FCEC des de la seva fundació fins al 2007. Nomenat l'any 1997 cap de Serveis Socials per Afiliats de l'ONCE a la Direcció Administrativa de Tarragona i Lleida, des de juny de 2007 és director del Centre de Recursos Educatius ONCE Barcelona, que des de la seva creació l'any 1985 dona suport específic a l'alumnat cec i deficient visual greu de Catalunya. En el marc del conveni signat entre el Departament d'Ensenyament i l'ONCE, coordina i gestiona el servei educatiu específic.